# دست‌سانی صفحه‌ای

شکل دست‌سانی صفحه ای فروسن که برای Kinetic resolution مخلوط راسمیک الکل‌های ثانویه کاربرد دارد.

دست‌سانی صفحه‌ای (Planar chirality) حالت خاص دست‌سانی است که در دو بعد می‌گنجد. دست‌سانی صفحه‌ای یک مفهوم ریاضیاتی است که در شیمی، فیزیک و علوم مرتبط کاربرد مانند ستاره‌شناسی، نورشناسی و فراماده دارد.